# 普里希布 (哈爾科夫州)
49°30′42″N 36°44′56″E / 49.51167°N 36.74889°E
普里希布（羅馬化：Pryshyb）是位於烏克蘭東部哈爾科夫州伊久姆區頓涅茨市鎮的村莊。該村距離波克羅夫斯凱和亞維爾斯凱1公里，始建於1600年，面積1.92平方公里，海拔高度92米，2001年人口2,132。